# Babin (Mazovie)
Pour les articles homonymes, voir Babin.
Babin (prononciation : [ˈbabin]) est un village polonais de la gmina de Przyłęk dans le powiat de Zwoleń de la voïvodie de Mazovie dans le centre-est de la Pologne.
Il se situe à environ 3 kilomètres à l'ouest de Przyłęk (siège de la gmina), 10 kilomètres à l'est de Zwoleń (siège du powiat) et 110 kilomètres au sud-est de Varsovie (capitale de la Pologne).

## Histoire
De 1975 à 1998, le village appartenait administrativement à la voïvodie de Radom.